# تشارلز سبنسر (الإيرل التاسع)
تشارلز سبنسر (بالإنجليزية: Charles Spencer)‏ رجل أعمال بريطاني (ولد في لندن يوم 20 مايو من العام 1964) كان عضو في مجلس اللوردات منذ العام 1992 وورث هذا المنصب بعد وفاة والدة الايرل جون سبنسر الذي توفي في ذات العام. وتشارلز ينحدر من أسرة سبنسر النبيلة، وهو الشقيق الأصغر لـ ديانا أميرة ويلز .

## مذكراته
أصدر تشارلز سبنسر مذاكرته التي تتصف بالواقعية والشجاعة في مارس 2024 والتي أتت بعنوان مدرسة خاصة جداً A Very Private School، وتتحدث عن مرحلة الطفولة والمدارس الداخلية الإنكليزية.

## روابط خارجية
- تشارلز سبنسر على موقع IMDb (الإنجليزية)
- تشارلز سبنسر على موقع ميوزك برينز (الإنجليزية)
- تشارلز سبنسر على موقع قاعدة بيانات الفيلم (الإنجليزية)